# Wubbold Glacier
Wubbold Glacier är en glaciär i Antarktis. Den ligger i Västantarktis. Argentina, Chile och Storbritannien gör anspråk på området. Wubbold Glacier ligger 680 meter över havet.
Terrängen runt Wubbold Glacier är kuperad österut, men västerut är den bergig. Trakten är obefolkad. Det finns inga samhällen i närheten. 